# يورك (بنسلفانيا)
يورك (بالإنجليزية: York) (بالألمانية البنسلفانية: Yarrick)، وتعرف باسم مدينة الوردة البيضاء (بعد شعار وردة يورك البيضاء)، هي مدينة تقع في مقاطعة يورك بولاية بنسلفانيا، بالولايات المتحدة الأمريكية، في منطقة وسط الجنوب الأمريكي. عدد السكان داخل حدود المدينة 43,718 تعداد عام 2010، وكانت هناك زيادة 7.0٪ عن عام 2000 , التي كان تعدادها 40,862. يورك هي مقر مقاطعة يورك، المدينة 14 من جيث المساحة بولاية بنسلفانيا.

## التاريخ

### هندسة معمارية

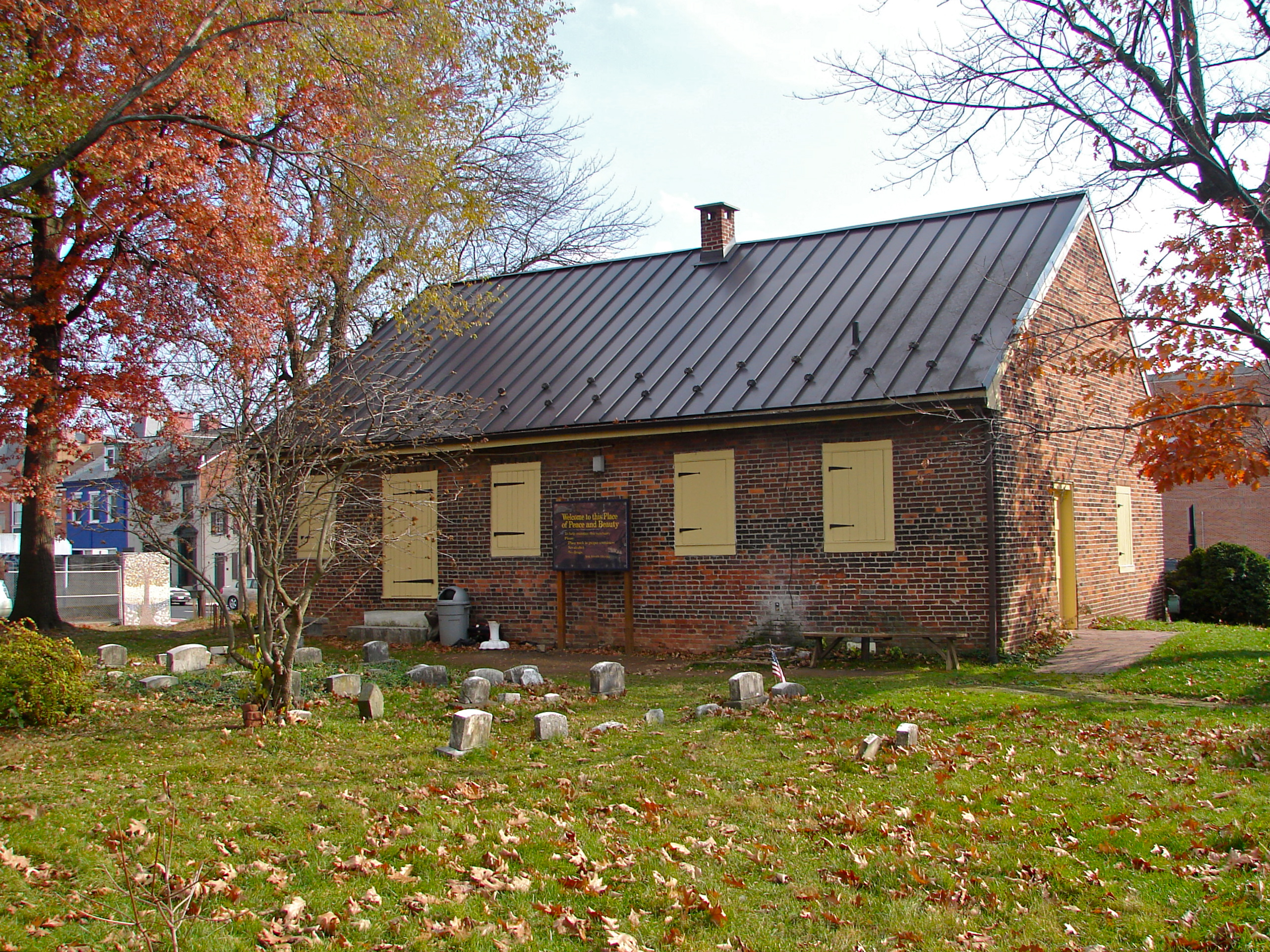
بيت اجتماعات أصدقاء يورك

أُطلق على المدينة اسم «المتحف المعماري»،  بسبب تميز وسط المدينة بالعديد من المباني التاريخية المحفوظة جيدًا، مثل 1741 Golden Plow Tavern،  و1751 General Horatio Gates House،  و1766 York Meetinghouse،  ومنزل بيلماير عام 1863،  سوق يورك المركزي عام 1888،  والمباني البارزة الأخرى هي Laurel-Rex Fire Company House وForry House وFarmers Market وBarnett Bobb House وCookes House وUnited Cigar Manufacturing Company وStevens School وذا يورك ديسباتش وYork Armory.
وتعد المدينة موطن لأربع مناطق تاريخية وطنية: وهي منطقة فيرمونت التاريخية ومنطقة شمال غرب يورك التاريخية ومنطقة سبرينجديل التاريخية ومنطقة يورك التاريخية.

### القرن الثامن عشر

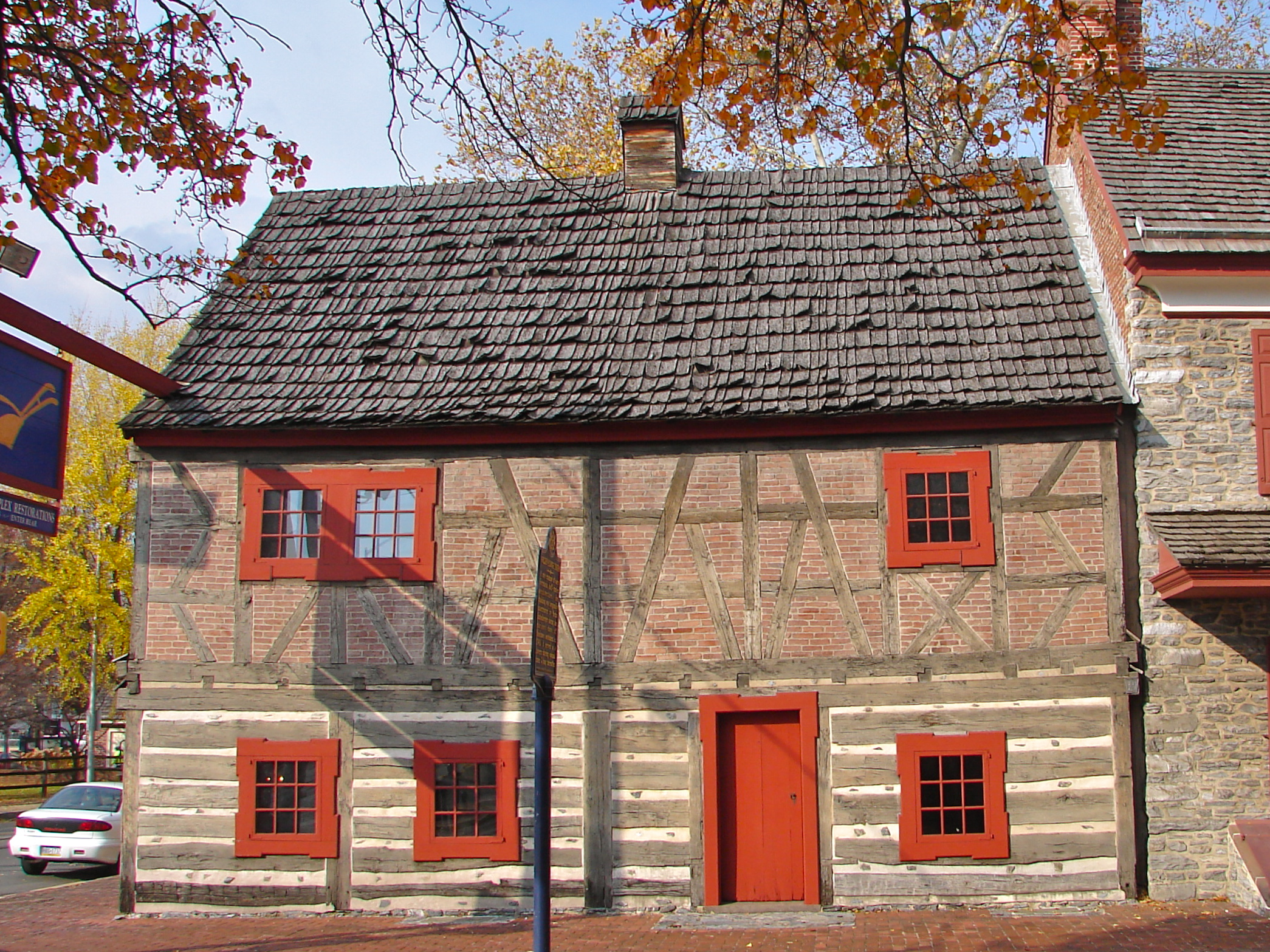
حانة يورك جولدن بلو

تأسست مدينة يورك التي تعرف باسم يوركتاون في منتصف القرن الثامن عشر إلى أوائل القرن التاسع عشر، في عام 1741 من قبل مستوطنين من منطقة فيلادلفيا وسميت باسم المدينة الإنجليزية يورك التي تحمل الاسم نفسه، وبحلول عام 1777 كان معظم سكان المنطقة من أصل ألماني أو اسكتلندي أيرلندي. تأسست يورك باعتبارهالبلدة في 24 سبتمبر 1787، وكمدينة في 11 يناير 1887.
كانت يورك العاصمة المؤقتة للكونجرس القاري من 30 سبتمبر 1777 إلى 27 يونيو 1778 أثناء الحرب الثورية الأمريكية (1775-1783). حيث صاغ الكونجرس واعتمد مواد الكونفدرالية في يورك، على الرغم من عدم التصديق عليها حتى مارس 1781.
تصمم يورك نفسها كأول عاصمة للولايات المتحدة على الرغم من أن المؤرخين يعتبرونها عمومًا العاصمة الرابعة، بعد فيلادلفيا وبالتيمور و (ليوم واحد) لانكستر. ينشأ هذا الادعاء من التأكيد على أن مواد الاتحاد كانت أول وثيقة قانونية تشير إلى المستعمرات باسم «الولايات المتحدة الأمريكية». وتعتمد الحجة على ما إذا كان إعلان الاستقلال الذي يستخدم المصطلح أيضًا سيُعتبر وثيقة قانونية حقيقية للولايات المتحدة، تتم صياغتها في ظل الحكم البريطاني ومعارضته. ومع ذلك، فإن هذا لا يمنع الشركات والمؤسسات الحديثة في منطقة يورك، مثل First Capital Dispensing Co. وشركة First Capital Engineering وشركة First Capital Federal Credit Union من استخدام الاسم.
يعود أصل كونواي كابال [الإنجليزية] وهي مكيدة سياسية ضد الجنرال جورج واشنطن إلى منطقة Golden Plow Tavern في يورك.

### القرن التاسع عشر
وفقًا لتقارير التعداد السكاني في الولايات المتحدة من عام 1800 حتى عام 1840 احتلت يورك مرتبة ضمن أفضل 100 منطقة حضرية من حيث عدد السكان.

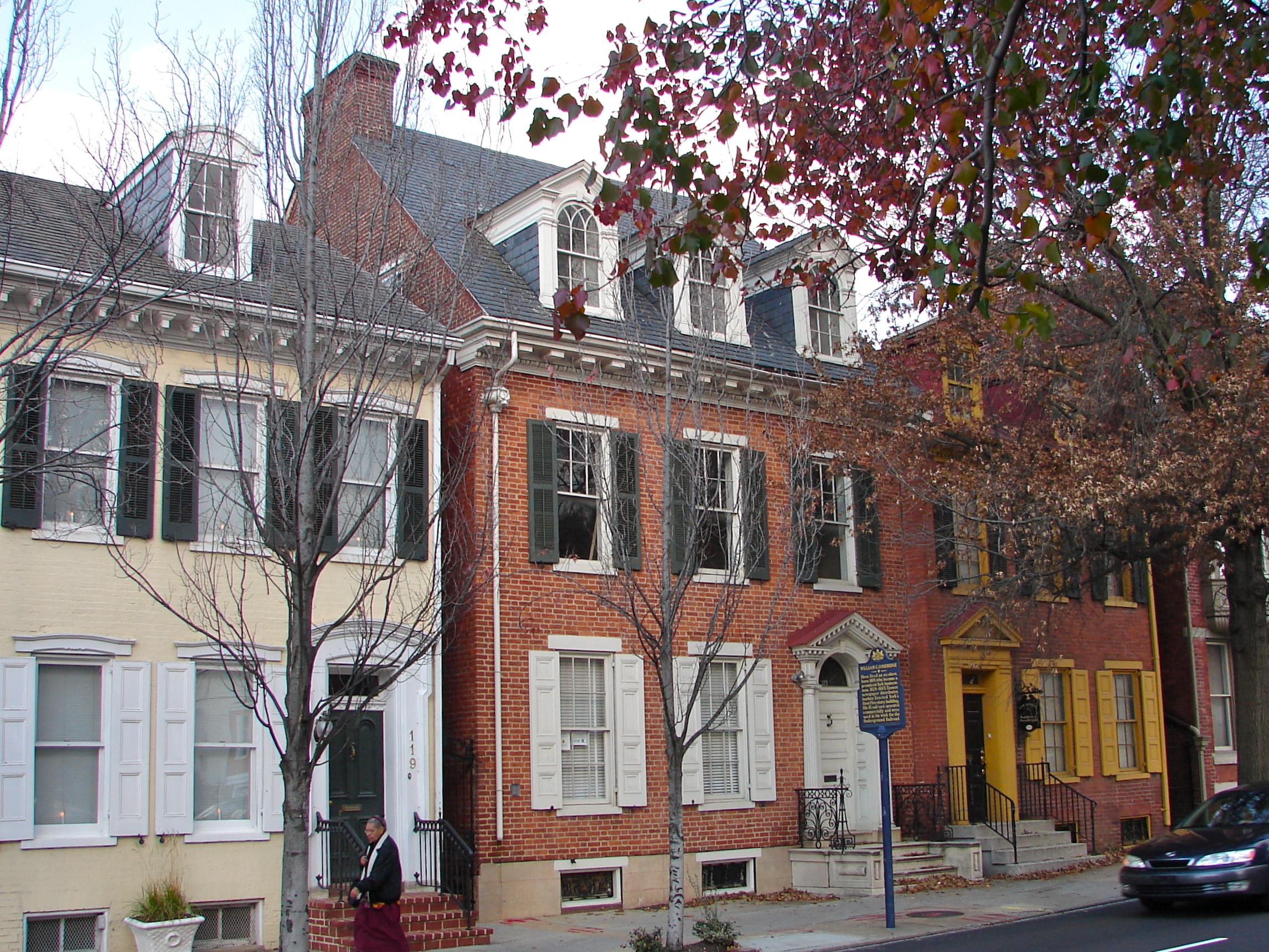
منزل ويليام سي جودريدج، رجل أعمال أسود ناجح كان يدير محطة سكة حديد تحت الأرض

وخلال الحرب الأهلية الأمريكية (1861-1865) أصبحت يورك أكبر مدينة شمالية احتلها الجيش الكونفدرالي عندما أستقرت فرقة اللواء جوبال أندرسون في وقت مبكر من 28 إلى 30 يونيو 1863 في المدينة وحولها بينما كان لواء سار جون غوردون إلى نهر سسكويهانا في Wrightsville. وضع يورك في وقت مبكر تحت الجزية وجمع الطعام والإمدادات والملابس والأحذية و28000 دولار نقدًا من المواطنين والتجار قبل المغادرة غربًا لإطاعة أوامر روبرت إي لي المنقحة، خدم مستشفى يورك للجيش الأمريكي المترامي الأطراف في بن العموم الآلاف من جنود الاتحاد الجرحى في معركتي أنتيتام وجيتيسبيرغ.
في عصر إعادة الإعمار (1865-1877) ظلت يورك مركزًا إقليميًا للزراعة المحلية ولكنها أصبحت مركزًا صناعيًا مهمًا بشكل متزايد حيث احتلت صناعات مثل المحركات البخارية وتصنيع السكك الحديدية وصناعة الورق الصدارة. وتتميز يورك أيضًا ببعض الهندسة المعمارية الفريدة التي تتراوح من مباني الحقبة الاستعمارية إلى الكنائس القوطية الكبيرة.

### القرن العشرين

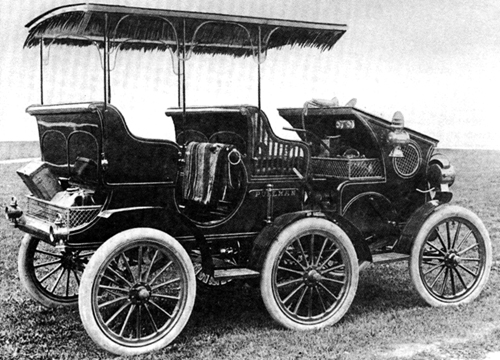
ست عجلات بولمان للسيارات

قامت شركة York Motor Car Co ببناء سيارات بولمان في شارع نورث جورج من عام 1905 حتى عام 1917. وقد شارك النموذج الأولي الفريد من نوعه بست عجلات في واحدة من أولى حوادث السيارات المعروفة في المدينة. وتم نقل نموذج آخر إلى سان فرانسيسكو وعاد لأكثر من شهر واحد لإثبات موثوقيته قبل عدة سنوات من إنشاء طريق لينكولن السريع الذي يمر عبر المدينة ويربط بين يورك وسان فرانسيسكو.
كانت منطقة يورك أيضًا موطنًا لأكثر من 100 عام لشركة Pfaltzgraff التي بنت أول مصنع للفخار في المنطقة في عام 1895 واستمرت في التصنيع في يورك حتى عام 2005. وعلى الرغم من أن شركة York Peppermint Pattie أنتجت الآن من قبل شركة هيرشي لكنه تم إنشاؤها في يورك عام 1940.
تعرض السكان السود للتحيز العنصري المعادي والظلم الاجتماعي طوال منتصف القرن العشرين، وبين عامي 1955 و1970عانى سكان يورك من التمييز العنصري الذي أدى إلى أعمال شغب كان أبرزها عام 1969 في سباق يورك مما أدى إلى وفاة ليلي بيل ألين وهنري سي شاد. وقد تم تجاهل جرائم القتل هذه إلى حد كبير حتى 31 عامًا بعد ذلك عندما أثيرت مزاعم القتل والتحيز العنصري ضد رئيس البلدية في ذلك الوقت تشارلي روبرتسون. بالإضافة إلى ذلك على مدار القرن بأكمله عقدت المدينة بشكل عام تجمعات واجتماعات عامة لـ كو كلوكس كلان دون معارضة على الرغم من التوترات العرقية المستمرة. وعلى الرغم من حل جريمة قتل ألين وشاد والقبض على الجناة، إلا أن الإجراءات التي تعود إلى بدايات مجموعة الكراهية لا تزال مستمرة حتى يومنا هذا.

### القرن الحادي والعشرون
في عام 2002، واجهت المدينة عجزًا في الميزانية قدره مليون دولار، وحظيت خطة العمدة جون إس. برينر لجمع الأموال من خلال مطالبة سكان مقاطعة يورك البالغ عددهم 302.000 بالتبرع بمبلغ 3.32 دولار للمدينة باهتمام قومي. ولم تنجح خطة «بيج ماك» في جمع كل الأموال المطلوبة.
بعد سنوات عديدة من محاولة تأمين التمويل لملعب وفريق بيسبول للعب فيه، شهد العقد الأول من القرن يورك تحقيق الهدفين. ففي عام 2007 تم افتتاح ملعب سانتاندير موطن ثورة يورك في حي شارع آرتش. ويرمز الملعب ومشاريع كبيرة أخرى مثل مركز يورك كاونتي القضائي وCodo 241 إلى جهود إعادة التطوير الواسعة في يورك

#### سياسة
في عام 2009 فاز كيم براسي في الانتخابات التمهيدية للحزب الديمقراطي وأصبح المرشح المفضل لمنصب رئيس البلدية، وفازت في الانتخابات العامة في نوفمبر / تشرين الثاني ضد الخصم الجمهوري ويندل بانكس وتولت منصبها في أول يوم اثنين من عام 2010 كأول أميركية من أصل أفريقي في المدينة وثاني امرأة عمدة، وأعيد انتخاب براسي في نوفمبر 2013 ضد المنافس الليبرتاري ديف موسر.
هزم مايكل هيلفيريش براسي بأغلبية 133 صوتًا فقط في عام 2017، وترشح هيلفريتش رئيس مجلس المدينة الديمقراطي لمنصب العمدة باعتباره جمهوريًا بعد خسارته في الانتخابات التمهيدية الديمقراطية أمام براسي بأكثر من 300 صوت. وتم تنصيب هيلفريش عمدة في 2 يناير 2018.

## الشركات والصناعة المحلية
يورك هي موطن لمعدات طب الأسنان والأسنان الصناعية العملاقة، Dentsply Sirona. على الرغم من تأسيسها في يورك من قبل أربعة رجال، نقلت الشركة مقرها الرئيسي إلى موقع مصنعها في القرن العشرين، حيث كان يديرها أحد المؤسسين الأربعة، جورج إتش وايتلي. كان وايتلي خبيرًا في صناعة الخزف كان على دراية بعملية صنع الأسنان الاصطناعية. تم إرسال وايتلي من قبل المجموعة للإشراف على المصنع وترأس عائلته المصنع لعدة أجيال. Dentsply Sirona هي شركة مدرجة في بورصة ناسداك، وهي معروفة عالميًا في مجال طب الأسنان.
يقع York Barbell في مدينة مانشستر، وهو موزع للأثقال ومعدات أخرى للتدريب على رفع الأثقال وكمال الأجسام، وهو موطن قاعة مشاهير رفع الأثقال بالولايات المتحدة الأمريكية. يقع مصنع Harley-Davidson للدراجات النارية الكبيرة، والذي يوظف ما يقرب من نصف القوى العاملة الإنتاجية في Harley، شمال شرق يورك في بلدة Springettsbury .
منطقة يورك هي موطن لاثنين من كبار مصنعي التوربينات المائية الحديثة للطاقة المائية، وهما Voith Hydro في West Manchester Township  وAmerican Hydro في Hellam Township،  وكلاهما يصنع أجزاء هائلة في مصانعهما.
Spring Garden Township، جنوب يورك مباشرة، هي المقر الرئيسي لشركة York International، وهي شركة Johnson Controls وأحد أكبر موردي أنظمة HVAC في الولايات المتحدة. في 2 فبراير 1998، وقع انفجار هائل في مصنع يورك إنترناشونال. أحدثت شرارة تسربًا في مخزن غاز البروبان القريب. شعر الناس بالانفجار على مسافة تصل إلى 25 ميلاً، وتسبب في تحطم النوافذ المجاورة بالإضافة إلى طرق الأبواب. وأصيب نحو 20 شخصًا في الانفجار وقتل شخص واحد، حيث وقع الانفجار أثناء تغيير المناوبة.
شركة Stauffer Biscuit Company (المملوكة لشركة Meiji Seika اليابانية منذ فبراير 2004) متجذرة في يورك وتنتج مفرقعات للحيوانات منذ عام 1871؛ يقع مقرها حاليًا في Spring Garden Township. شمال يورك مباشرة في شرق بلدة مانشستر هي واحدة من أربع منشآت تحميص ستاربكس في العالم. تضم منطقة يورك أيضًا منشأة BAE Systems في بلدة West Manchester Township التي تجمع العديد من الدبابات والمعدات العسكرية.
يقع المقر الرئيسي لشركة Glatfelter للتصنيع، التي تأسست عام 1864، في يورك، على الرغم من إعلانها في فبراير 2020 عن خططها للانتقال إلى شارلوت بولاية نورث كارولينا في منتصف العام. باعت شركة Glatfelter مصنع الورق القريب من Spring Grove في عام 2018.
يقع Christmas Tree Hill، وهو تاجر تجزئة وطني شهير لعيد الميلاد وديكور المنزل والهدايا، في يورك منذ تأسيسه في عام 1971. يقع موقعهم الرئيسي في قصر ميدوبروك التاريخي، الذي شيد في شرق يورك في أوائل القرن التاسع عشر. أعيد استخدام الأعمدة الستة الموجودة في الشرفة الأمامية للقصر من قبة محكمة مقاطعة يورك الثانية، والتي كانت في 28 شارع السوق الشرقي من عام 1841 حتى تم إزالتها في عام 1898 لإفساح المجال للمحكمة الثالثة.

## الجغرافيا والمناخ
وفقًا لمكتب تعداد الولايات المتحدة، تبلغ مساحة المدينة الإجمالية 5.3 ميل مربع (14 كـم2)، منها 5.2 ميل مربع (13 كـم2) أرض و0.1 ميل مربع (0.26 كـم2) (1.14٪) ماء.
تتمتع يورك بمناخ قاري رطب (DFA) مع صيف حار ورطب وشتاء معتدل البرودة، ويبلغ متوسط هطول الأمطار السنوي 41.1 بوصة (1,040 مـم) موزعة بالتساوي على مدار العام، وتنخفض في المتوسط 126.6 يومًا في السنة.

درجات الحرارة القياسية من يورك COOP تتراوح من 107 °ف (42 °م)، المحددة في 2 يوليو 1901، وصولاً إلى −21 °ف (−29 °م)، المسجلة في 28 يناير 1925 و21 يناير 1994؛ في مطار يورك، مع فترة تسجيل أقصر بكثير، النطاق هو 100 °ف (38 °م)، المحددة في 22 يوليو 2011، وصولاً إلى −12 °ف (−24 °م) مؤخرًا حتى 6-7 مارس 2015. كما يحمل برنامج York COOP الرقم القياسي الرسمي لهطول الأمطار على مدار 24 ساعة وهو 13.5 بوصة (340 مـم) في 22 يونيو 1972، بسبب تأثير إعصار أغنيس.
| البيانات المناخية لـيورك                                                                 | البيانات المناخية لـيورك | البيانات المناخية لـيورك | البيانات المناخية لـيورك | البيانات المناخية لـيورك | البيانات المناخية لـيورك | البيانات المناخية لـيورك | البيانات المناخية لـيورك | البيانات المناخية لـيورك | البيانات المناخية لـيورك | البيانات المناخية لـيورك | البيانات المناخية لـيورك | البيانات المناخية لـيورك | البيانات المناخية لـيورك |
| الشهر                                                                                    | يناير                    | فبراير                   | مارس                     | أبريل                    | مايو                     | يونيو                    | يوليو                    | أغسطس                    | سبتمبر                   | أكتوبر                   | نوفمبر                   | ديسمبر                   | المعدل السنوي            |
| ---------------------------------------------------------------------------------------- | ------------------------ | ------------------------ | ------------------------ | ------------------------ | ------------------------ | ------------------------ | ------------------------ | ------------------------ | ------------------------ | ------------------------ | ------------------------ | ------------------------ | ------------------------ |
| الدرجة القصوى °ف (°م)                                                                    | 72 (22)                  | 75 (24)                  | 86 (30)                  | 91 (33)                  | 93 (34)                  | 96 (36)                  | 100 (38)                 | 99 (37)                  | 95 (35)                  | 90 (32)                  | 84 (29)                  | 78 (26)                  | 100 (38)                 |
| متوسط درجة الحرارة الكبرى °ف (°م)                                                        | 38.6 (3.7)               | 41.7 (5.4)               | 51.5 (10.8)              | 63.0 (17.2)              | 72.5 (22.5)              | 81.1 (27.3)              | 84.8 (29.3)              | 83.5 (28.6)              | 75.9 (24.4)              | 65.7 (18.7)              | 54.4 (12.4)              | 42.3 (5.7)               | 63.0 (17.2)              |
| متوسط درجة الحرارة الصغرى °ف (°م)                                                        | 20.6 (−6.3)              | 22.3 (−5.4)              | 29.3 (−1.5)              | 39.0 (3.9)               | 48.9 (9.4)               | 58.7 (14.8)              | 62.8 (17.1)              | 60.7 (15.9)              | 52.8 (11.6)              | 41.4 (5.2)               | 33.9 (1.1)               | 24.6 (−4.1)              | 41.3 (5.2)               |
| أدنى درجة حرارة °ف (°م)                                                                  | −12 (−24)                | −12 (−24)                | −12 (−24)                | 17 (−8)                  | 28 (−2)                  | 39 (4)                   | 44 (7)                   | 42 (6)                   | 32 (0)                   | 22 (−6)                  | 12 (−11)                 | −10 (−23)                | −12 (−24)                |
| الهطول إنش (مم)                                                                          | 2.93 (74)                | 2.73 (69)                | 3.51 (89)                | 3.44 (87)                | 3.98 (101)               | 3.34 (85)                | 3.69 (94)                | 3.57 (91)                | 4.26 (108)               | 3.26 (83)                | 3.46 (88)                | 2.97 (75)                | 41.14 (1٬045)            |
| متوسط تساقط الثلوج إنش (سم)                                                              | 8.9 (23)                 | 8.1 (21)                 | 3.5 (8.9)                | 0.5 (1.3)                | 0 (0)                    | 0 (0)                    | 0 (0)                    | 0 (0)                    | 0 (0)                    | 0 (0)                    | 0.8 (2.0)                | 3.2 (8.1)                | 25.0 (64)                |
| متوسط أيام هطول الأمطار (≥ 0.01 in)                                                      | 10.0                     | 9.8                      | 11.1                     | 12.1                     | 12.8                     | 11.7                     | 10.9                     | 10.0                     | 9.5                      | 8.4                      | 10.3                     | 10.0                     | 126.6                    |
| متوسط الأيام المثلجة (≥ 0.1 in)                                                          | 3.8                      | 2.7                      | 1.5                      | 0.3                      | 0                        | 0                        | 0                        | 0                        | 0                        | 0                        | 0.5                      | 1.7                      | 10.5                     |
| المصدر: NOAA (snow, precipitation days, and snow days from York 3 SSW Pump Station COOP) |                          |                          |                          |                          |                          |                          |                          |                          |                          |                          |                          |                          |                          |

## التركيبة السكانية

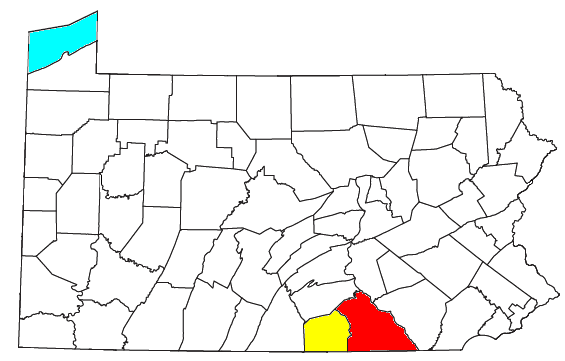
موقع معهد يورك - هانوفر - جيتيسبيرغ CSA ومكوناته:
York–Hanover Metropolitan Statistical Area

يورك هي أكبر مدينة رئيسية في منطقة يورك-هانوفر-جيتيسبيرغ CSA، وهي منطقة إحصائية مشتركة تضم منطقة يورك-هانوفر الحضرية (مقاطعة يورك) ومنطقة جيتيسبيرغ الصغيرة (مقاطعة آدامز)،  التي كان يبلغ عدد سكانها مجتمعة 473043 في تعداد عام 2000.
اعتبارًا من تعداد 2010  كانت المدينة 51.2٪ أبيض، 28.0٪ أسود أو أمريكي من أصل أفريقي، 0.6٪ أمريكي أصلي، 1.2٪ آسيوي، و6.3٪ كانوا سباقين أو أكثر. 28.5 ٪ من السكان كانوا من أصل لاتيني أو لاتيني.
اعتبارًا من تعداد عام 2000 كان هناك 40862 شخصًا و16137 أسرة و9246 أسرة مقيمة في المدينة، وكانت الكثافة السكانية 7,852.2 نسمة لكل ميل مربع (3,031.8/كم2). كان هناك 18534 وحدة سكنية بمتوسط كثافة 3,561.6/ميل2 (1,375.1/كم2). كان التركيب العرقي للمدينة 59.75٪ أبيض، 25.13٪ أمريكي من أصل أفريقي، 0.42٪ أمريكي أصلي، 1.40٪ آسيوي، 0.07٪ جزر المحيط الهادئ، 9.40٪ من أعراق أخرى، و3.83٪ من سباقين أو أكثر. كان من أصل إسباني أو لاتيني من أي عرق 17.19 ٪ من السكان.
كان هناك 16137 أسرة، من بينها 30.9٪ لديها أطفال تقل أعمارهم عن 18 عامًا يعيشون معهم، و31.0٪ من الأزواج الذين يعيشون معًا، و20.6٪ لديها ربة منزل بدون زوج، و42.7٪ من غير العائلات. 33.1٪ من جميع الأسر كانت مكونة من أفراد، و10.7٪ كان لديهم شخص يعيش بمفرده يبلغ من العمر 65 عامًا أو أكثر. كان متوسط حجم الأسرة 2.48 ومتوسط حجم الأسرة 3.17.
في المدينة انتشر السكان حيث كان 28.4٪ تحت سن 18، و11.4٪ من 18 إلى 24، و30.1٪ من 25 إلى 44، و19.1٪ من 45 إلى 64، و10.9٪ ممن بلغوا 65 عامًا أو أكبر سنا. وكان متوسط العمر 31 سنة.
لكل 100 أنثى هناك 93.0 ذكر. ولكل 100 أنثى من سن 18 وما فوق هناك 88.0 ذكر.
كان متوسط الدخل للأسرة في المدينة 26,475 دولارًا، وكان متوسط دخل الأسرة 30,762 دولارًا. فيما كان للذكور متوسط دخل قدره 26792 دولارًا مقابل 20.612 دولارًا للإناث. وقد بلغ نصيب الفرد من الدخل للمدينة 13.439 دولارًا. وكان حوالي 20.0٪ من العائلات و23.8٪ من السكان كانوا تحت خط الفقر، بما في ذلك 31.8٪ من أولئك الذين تقل أعمارهم عن 18 عامًا و15.8٪ من أولئك الذين بلغوا 65 عامًا أو أكثر.

## الحضارة

### أرض المعارض والباعة
يمثل جزء كبير من ثقافة يورك دور المدينة المتطور كمركز زراعي وصناعي. يعود تاريخ معرض يورك التاريخي، الذي يدعي أنه الأقدم في البلاد،  إلى عام 1765. يتم تشغيله كل عام في سبتمبر لمدة 10 أيام، ويشمل أسبوعًا كاملاً وعطلة نهاية الأسبوع. بالإضافة إلى مناطق الجذب السياحي النموذجية، مثل الألعاب والألعاب والمسابقات، فقد فاز أيضًا باعتراف إقليمي لاستضافة العديد من الفنانين الموسيقيين (عادة ما يكونون ريفيون)، مثل ألاباما وجريتشين ويلسون وكاري أندروود وتوبي كيث ولينيرد سكايرد.
تستضيف أرض المعارض، التي تحمل العلامة التجارية لمركز York Expo Center، فعاليات National Street Rod Association Street Rod Nationals East السنوية، وهي أكبر حدث سنوي لقضبان الشوارع في شرق الولايات المتحدة. يجلب الحدث الآلاف من قضبان الشوارع إلى المدينة لبضعة أيام في يونيو. بعد ظهر يوم الجمعة، تقيم المدينة عرضًا في وسط المدينة للمركبات المشاركة.
تساعد متنزهات York City Recreation and Parks في رعاية معرض Olde York Street Fair  كل عام في يوم الأم، الأحد الثاني من شهر مايو - تقليد منذ أوائل الثمانينيات. في السنوات الأخيرة، اصطف أكثر من 150 بائعًا للفنون والحرف والمواد الغذائية في شوارع ماركت وجورج. كان متوسط الحضور 60 ألف شخص اعتبارًا من عام 2004، وفقًا لمسؤولي المدينة.

### المسرح

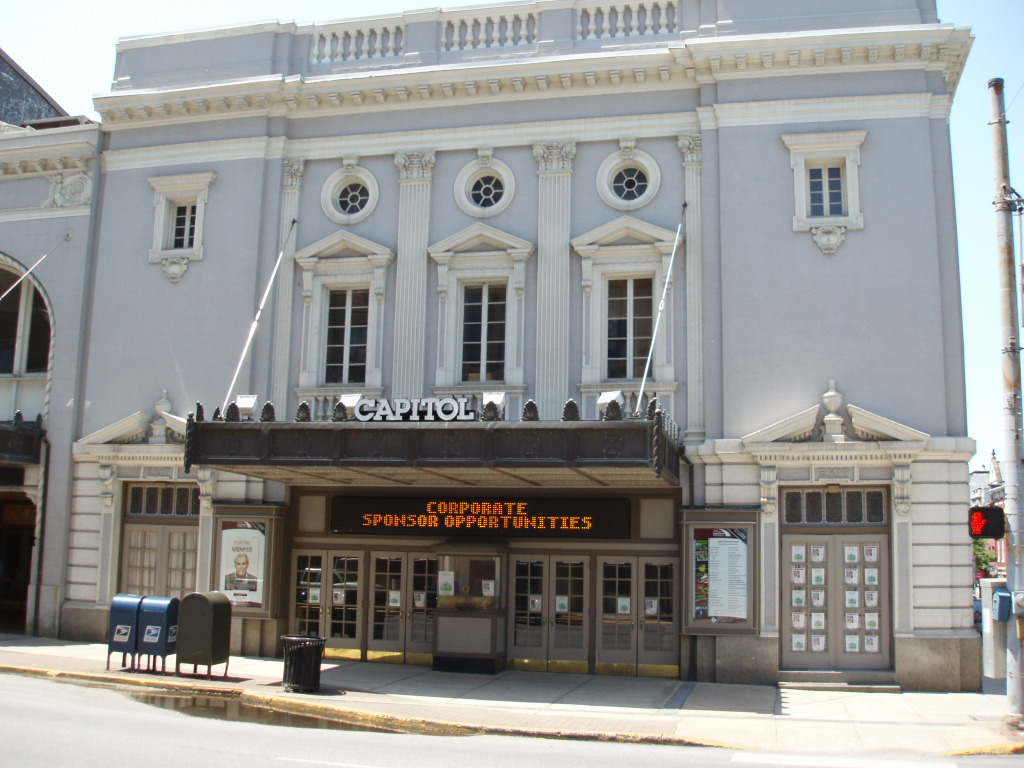
جزء من مركز أبيل للفنون المسرحية في يورك عام 2007

يورك هي موطن لمركز DreamWrights للفنون المجتمعية، ومسرح بيلمونت، ومركز بولو في ولاية بنسلفانيا، يورك، ومركز أبيل للفنون المسرحية (مركز ستراند كابيتول للفنون المسرحية سابقًا)، والذي يجلب العديد من الأعمال المشهود لها وطنيا إلى منطقة يورك. من الفنانين هنا كيني جي، بيل كوسبي،  بي بي كينج،  بيلا فليك،  وجورج كارلين. يتميز مسرح الكابيتول التاريخي أيضًا بالعديد من الأفلام المستقلة والأجنبية، مما يجعله المكان الوحيد في يورك (وأحيانًا وادي سسكويهانا بأكمله) لعرض بعض الأفلام النادرة التي نالت استحسان النقاد. تفرّع استوديو ستراند أيضًا ويقدم موسيقى حية، عادةً موسيقى الجاز والصوتية، للمجتمع. في عام 2017، خضعت DreamWrights لأكبر تجديد في تاريخها البالغ 20 عامًا، مضيفة مساحة أداء ثانية من بين التحسينات الأخرى.

### التراث
مركز تاريخ مقاطعة يورك (YCHC) هو مؤسسة تعليمية غير ربحية تحافظ على مجموعاتها ومواقعها التاريخية ومتاحفها وتستخدمها لإلهام الناس لاستكشاف تاريخ وثقافة مقاطعة يورك بولاية بنسلفانيا. يحتفظ YCHC بثمانية مواقع تاريخية تحافظ على 300 عام من التاريخ الغني والمتنوع لمقاطعة يورك. تأسست YCHC في عام 1999 بعد اندماج الجمعية التاريخية لمقاطعة يورك والمتحف الزراعي والصناعي لمقاطعة يورك (AIM). حاليًا، تشمل المواقع التاريخية YCHC منزل العمال (حوالي 1875)، وGolden Plow Tavern (حوالي 1741)، وBarnett Bobb Log House (1812)، وBonham House (حوالي 1885)، وEastern Market House (c. 1886). في عام 1992، استحوذت AIM على مجمع صناعي يتكون من ستة مبانٍ (من 1874 إلى 1955)؛ تم تجديد ثلاثة من المباني وهي تضم الآن الجزء الصناعي من المجموعة. يستضيف YCHC مجموعة متنوعة من الأحداث على مدار العام، ويحمل حقوق الجداريات في York، PA، وهي مجموعة من الجداريات التي تصور تاريخ يورك الغني. اشترى مركز التاريخ مصنع بخار سابق لشركة Met-Ed في يورك في أواخر عام 2015، ولديه خطط لتحويله إلى مركز تاريخي جديد. في عام 2016، تم تغيير اسم مؤسسة York County Heritage Trust إلى مركز تاريخ مقاطعة يورك.

### الموسيقى
تحمل The York Factory Whistle الرقم القياسي العالمي لأعلى موسيقى بدون تضخيم من آلة غير موسيقية. في كل ليلة عيد الميلاد، تستخدم الصافرة ضاغطًا لتوليد ضغط الهواء، ثم تطلقه عبر سلسلة من الأنابيب باستخدام جهاز يشبه إلى حد كبير صافرة الانزلاق. (قبل عام 2010، كان الضغط ناتجًا عن استخدام البخار الناتج عن المرجل.) يبلغ ارتفاع صوت الموسيقى 140 ديسيبل ويمكن سماعها على بعد 10 إلى 12 ميلاً في ظروف الطقس المناسبة. يتم تشغيل موسيقى عيد الميلاد المختلفة لفترة قصيرة في منتصف الليل تقريبًا. يُعتقد أن هذا التقليد السنوي بدأ حوالي عام 1925. أعادت مصادر أخرى هذا التقليد إلى عام 1888 على الأقل. بعد إغلاق مصنع New York Wire Cloth Company المستضيف في عام 2013، نقل Metso صافرته إلى مصنعه في يورك واستمر تقليد الحفل السنوي. أعلنت ميتسو في أغسطس 2015 أنها ستغلق مصنعها في يورك بنهاية مارس 2016. اعتبارًا من ديسمبر 2017، كان المبنى لا يزال مملوكًا لشركة Metso وظلت حفلة York Factory Whistle الموسيقية السنوية التي تبلغ مدتها 25 دقيقة محددة، إلى جانب جلستي بروفة نهارية. بحلول ديسمبر 2018، كان مبنى المصنع المستضيف مملوكًا لشركة 240 Arch LLC، وضاغط الهواء (الذي سيتم نقله هناك لإجراء التدريبات والحفل الموسيقي) مثبت على مقطورة. تم الإعلان عن حفلة موسيقية أخرى في وقت مبكر من عيد الميلاد وممارسة يوم السبت قبل عام 2019.
فرقة الروك البديلة لايف من يورك. تدور العديد من أغاني Live حول المدينة بما في ذلك "Shit Towne" من ألبومها الأكثر نجاحًا Throwing Copper.
يورك هي موطن لكثير من الفنانين والموسيقيين المخضرمين والصاعدين من جميع الأنواع بما في ذلك الفانك والبلوز والجاز والروك والتجريبي والكانتري والبلوجراس. تشتهر فرقة الروك Hexbelt بعلامتها التجارية لموسيقى "Susquehanna Hexbelt Swing". تستضيف يورك مجموعة متنوعة من الميكروفونات المفتوحة وأماكن تحت الأرض مثل Sign of the Wagon  وThe Depot. قامت أسترو لاسو، وهي فرقة بوب إلكترونية مستقلة من يورك يديرها فرانكي مونيز، بجولة مع وي ذي كينجز في عام 2017.

### التسوق
مراكز التسوق الرئيسية في المنطقة هي York Galleria وWest Manchester Town Centre .

## التعليم

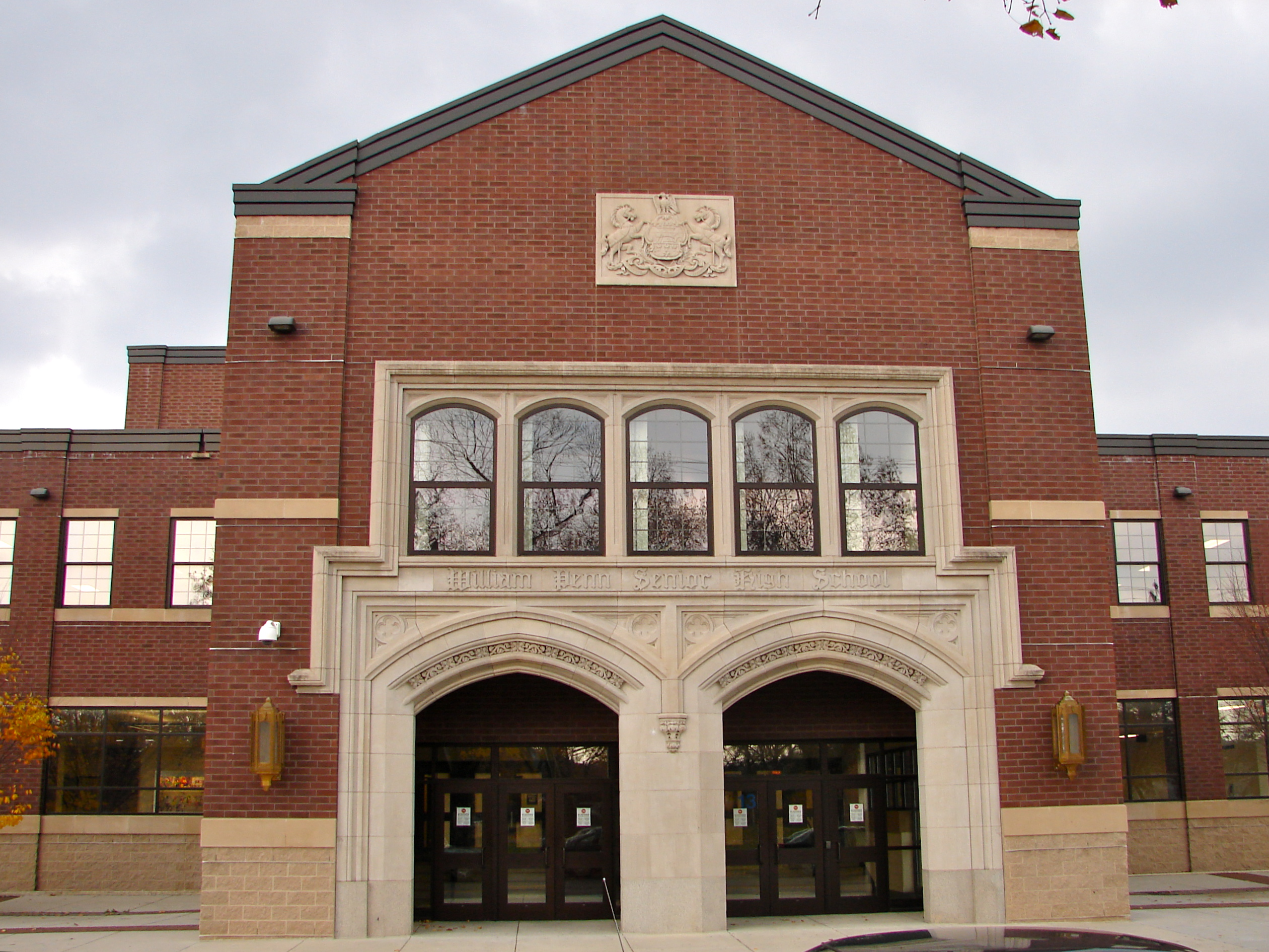
مدرسة وليام بن الثانوية العليا في بنسلفانيا

يورك والمنطقة المحيطة بها تخدمها مدينة يورك، دالستاون، إيسترن يورك، ويست يورك، وسط يورك، يورك سوبربان، مقاطعة يورك الجنوبية، ريد ليون، نورث إيسترن يورك، دوفر، هانوفر، ساوث ويسترن، سبرينج جروف، مدرسة مقاطعة يورك التكنولوجيا ومناطق المدارس العامة الجنوبية الشرقية. تشمل بعض المدارس المسيحية الخاصة في المنطقة المدرسة المسيحية في يورك وأكاديمية شروزبري المسيحية ومدرسة يورك الكاثوليكية الثانوية .
يوجد أيضًا عدد من المدارس المستقلة في المنطقة. تأسست مدرسة لينكولن تشارتر في عام 2000،  مدرسة هيلين ثاكستون المستقلة  في عام 2009، ومدرسة أكاديمية يورك الإقليمية المستقلة في عام 2011.
المدينة هي موطن لكلية يورك بنسلفانيا، التي تأسست عام 1787؛ ولاية بنسلفانيا يورك؛ YTI Career Institute (YTI)، الذي يقدم برامج شهادات معتمدة في مجال التكنولوجيا والأعمال؛ معهد يوركتاون للأعمال (YBI) وكلية فنون الطهي، التي تقدم برامج شهادات ودبلومات معتمدة في مجالات الأعمال والطب والطهي؛ معهد يورك تايم؛ حرم يورك التابع لمركز تنسيق المساعدات الإنسانية HACC؛ ومعهد الفنون في يورك بنسلفانيا، أكاديمية برادلي للفنون البصرية سابقًا.

## قسم الأطفاء

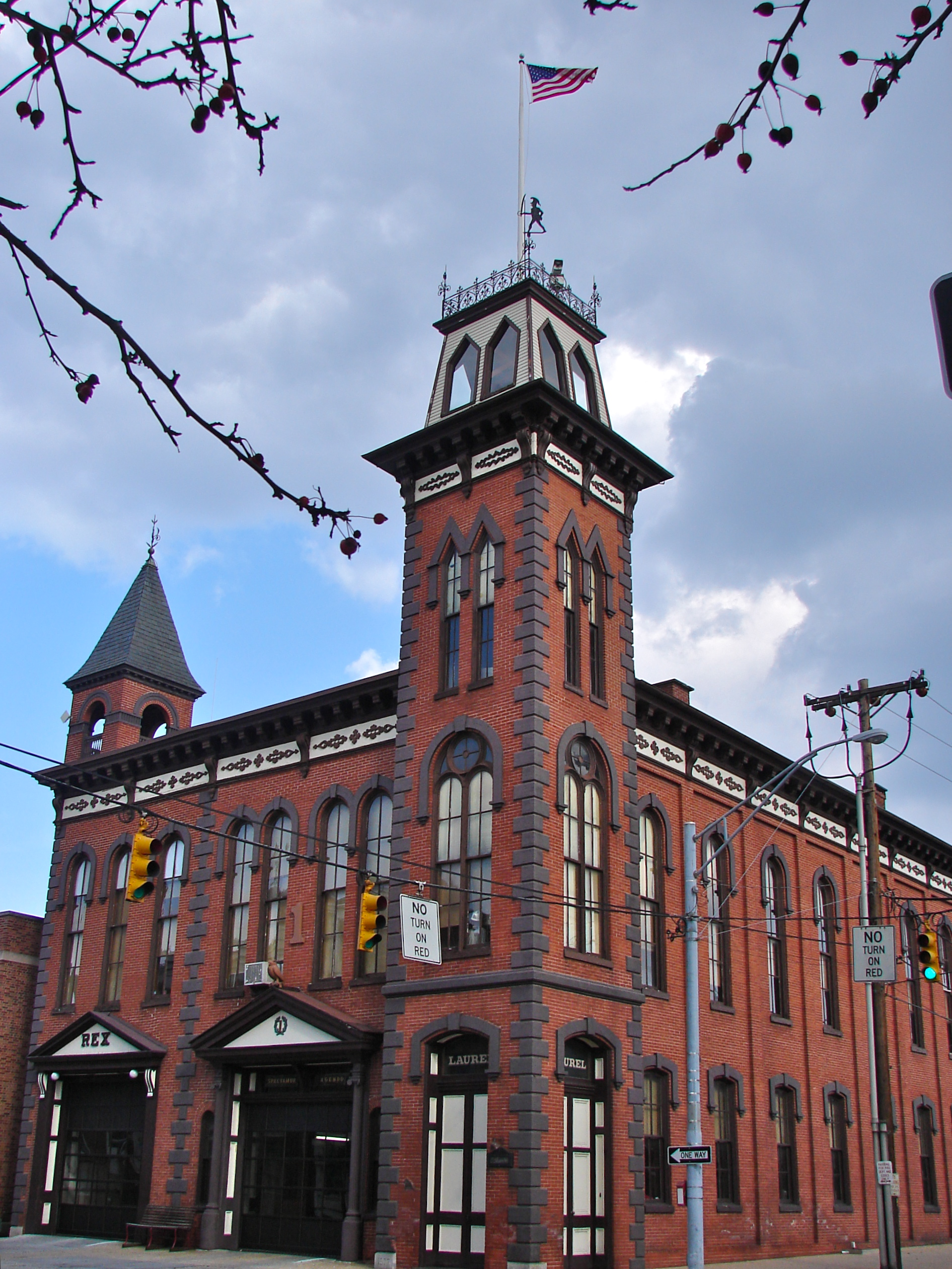
مقر يورك فاير في ساوث ديوك ستريت

مدينة يورك تخدمها إدارة مطافئ يورك (YFD). تعمل YFD من خلال أربع محطات إطفاء، منتشرة في جميع أنحاء المدينة، ولديها أسطول من أجهزة مكافحة الحرائق من 6 محركات، وشاحنتين، وخدمة واحدة، والعديد من الوحدات الخاصة والدعم والاحتياطي. يستجيب YFD لحوالي 2700 مكالمة طوارئ سنويًا.

### مواقع المحطة والأجهزة
| شركة المحرك | شركة الشاحنات | وحدة احتياطية / خاصة                            | رئيس           | عنوان                |
| ----------- | ------------- | ----------------------------------------------- | -------------- | -------------------- |
| محرك 99-1   |               | محرك 99-6 (احتياطي)                             | الضابط المناوب | 49 شارع ديوك         |
|             | شاحنة 99-1    | الخدمة 99-1، الخدمة 99-2، الشاحنة 99-2 (الغيار) |                | 273 شارع دبليو ماركت |
| محرك 99-5   |               | محرك 99-7 (احتياطي)                             |                | 833 E. شارع السوق    |
| محرك 99-9   |               | محرك 99-3 (احتياطي)                             |                | 800 Roosevelt Ave.   |

## رياضات
| النادي        | الدوري | الرياضة  | مكان             | السعة | التأسيس | البطولات             |
| ------------- | ------ | -------- | ---------------- | ----- | ------- | -------------------- |
| ثورة يورك     | ALPB   | البيسبول | حديقة بيبولسبانك | 5200  | 2007    | [3) 2010، 2011، 2017 |
| يورك بوكانيرز | ABA    | كرة سلة  | فوني غرايمز جيم  | 200   | 2015    |                      |

### البيسبول
تلعب ثورة يورك في الدوري الأطلسي المستقل للبيسبول المحترفين. بعد 36 عامًا بدون لعبة بيسبول احترافية، وصلت الثورة في عام 2007 لملء الفراغ الذي تركه فريق يورك وايت روزيز الراحل. سميت الثورة على اسم الماضي الاستعماري للمدينة، عندما اجتمع الكونغرس القاري في يورك وأصدر مواد الكونفدرالية خلال الحرب الثورية. تواصل الثورة التنافس القديم في لعبة البيسبول بين يورك ومدينة لانكستر القريبة. مسرحية الثورة في حديقة بيبولسبانك في حي آرتش ستريت في يورك. يتميز الاستاد بساحة وتمثال تكريماً لرجل القاعدة الثالث في MLB Hall of Fame بروكس روبنسون، وهو عضو لمرة واحدة في White Roses المذكورة أعلاه، والذي ظهر معه لأول مرة في لعبة البيسبول الاحترافية في عام 1955. يعمل روبنسون حاليًا كمساعد خاص ومستشار لـ Opening Day Partners، المجموعة المسؤولة إلى حد كبير عن إعادة لعبة البيسبول المحترفة إلى يورك.
يتميز PeoplesBank Park بوجود أطول جدار في لعبة البيسبول. عند 37 قدمًا، 8 بوصات، يتجاوز جدار الملعب الأيسر لملعب يورك ارتفاع جرين مونستر في فينواي بارك، موطن فريق بوسطن ريد سوكس.

### كرة القدم
غالبًا ما ينخرط سكان يورك (مدينة الوردة البيضاء) ومدينة لانكستر المماثلة (مدينة الوردة الحمراء) عبر نهر سسكويهانا في التنافس والمنافسة التي تعود جذورها إلى حروب الورود. أخذت كلتا المدينتين اسميهما من المدن الإنجليزية، يورك ولانكستر، اللتين أخذت منهما البيوت الملكية المتعارضة أسمائها في حروب القرن الخامس عشر.
تُلعب The War of the Roses All-Star Game في يورك كل عام خلال عطلة نهاية الأسبوع في عيد الشكر. تضع اللعبة أفضل لاعبي كرة القدم في المدرسة الثانوية في مواسمهم العليا من يورك - آدامز ليغ ضد فريق مشابه من لانكستر- الدوري اللبناني. نظرًا لأن اللعبة لا تشمل سوى كبار السن وتحدث خلال عطلة نهاية الأسبوع الأولى من التصفيات لكرة القدم PIAA District 3 (لا يشارك اللاعبون في الفرق المؤهلة للتصفيات)، فهي آخر لعبة كرة قدم في المدرسة الثانوية لكل من المشاركين.
تخرج رجل خط الدفاع السابق في مينيسوتا، وأتلانتا فالكونز، وسان فرانسيسكو 49، كريس دولمان من مدرسة ويليام بن الثانوية في يورك. كانت يورك مسقط رأس فريق New York Giants Linebacker السابق أندريه باول،  Miami Dolphins السابق يتراجع عن Woodrow (Woody) Bennett،  وغزاة Los Angeles Raiders السابقون وAtlanta Falcons Tackle / Guard Lincoln Kennedy  وسابقًا سلامة أتلانتا فالكونز عمر براون. مدرب Tampa Bay Buccaneers الرئيسي، Bruce Arians، هو أيضًا خريج مدرسة William Penn الثانوية العليا (1970). تدخل يورك جاينتس الهجومي ويليام بيتي هو أيضًا من مواطني يورك وبنسلفانيا. تخرج جون ويتمان مدافع بيتسبرغ ستيلرز السابق من مدرسة إيسترن يورك الثانوية.
تأسس فريق يورك كابيتالز لكرة القدم في الأماكن المغلقة في عام 2012 وبدأ اللعب مع الدوري الأمريكي لكرة القدم في الأماكن المغلقة في أبريل 2013. وقد انتقل الفريق إلى هاريسبرج بعد بطولة الدوري عام 2015 وتم تغيير اسمه إلى سنترال بن كابيتالز قبل أن ينطوى في عام 2016.

### رياضات أخرى
و بوب هوفمان قاعة في يورك الحديد تستضيف مجموعة متنوعة من رفع الاثقال، الأولمبية رفع، القوي وكمال الاجسام المسابقات والعروض.
يورك هي موطن "Plywood Hoods"، وهي مجموعة من BMX freestylers، بما في ذلك Kevin Jones، الذي اكتسب شهرة واسعة في الثمانينيات والتسعينيات.
يورك هي أيضًا موطن فريق يورك كاونتي سيلفر بولتس لكرة القدم شبه الاحترافي (كولونيال فوتبول ألاينس). في موسمهم الافتتاحي لعام 2006، كان لديهم رقم قياسي 5-5 وحصلوا على رصيف ملحق، على الرغم من خسارتهم في الجولة الأولى.
«فرقة البوجو»، وهي مجموعة من حوالي اثني عشر فنانًا للوجو، تقع في يورك. يشاركون في أحداث المنطقة، بما في ذلك موكب يوم القديس باتريك في يورك،  ويؤدون العروض. فازت صورة لأحد الأعضاء في لعبة البوجو المثيرة على خلفية غروب الشمس بالمركز الأول من بين أكثر من 800 مشاركة في مسابقة صور لصحيفة يورك عام 2007.
كانت يورك موطنًا لمنتزه Thunder D'ohm Skateboard، الذي انتهى الآن. كانت هناك حديقة جديدة تم بناؤها بعنوان "Reid Menzer Memorial Skatepark"، سميت على اسم طالب في مدرسة يورك الكاثوليكية الثانوية الذي قُتل على لوح تزلج مثل عربة الشارع.
يورك يو إس 30 كان قطاع جر خارج يورك أقيمت بطولة Super Stock عام 1965 - «أكبر سباق جر ليوم واحد» في الولايات المتحدة. يقام حدث Musclecar Madness سنوي في يورك لإحياء ذكرى الشريط البائد.
ستستضيف يورك بطولة العالم للجولف لعام 2019 PDGA للهواة، بعد أن فازت ضد ستة عطاءات استضافة البطولة الأخرى سيكون مدير البطولة هو Chas Ford. تشمل ملاعب الجولف على الأقراص التي سيتم استخدامها تلك الموجودة في Gifford Pinchot State Park وCodorus State Park وMuddy Run والمزيد. سيقام الحدث لمدة أسبوع في منتصف يوليو.

## وسائل الإعلام

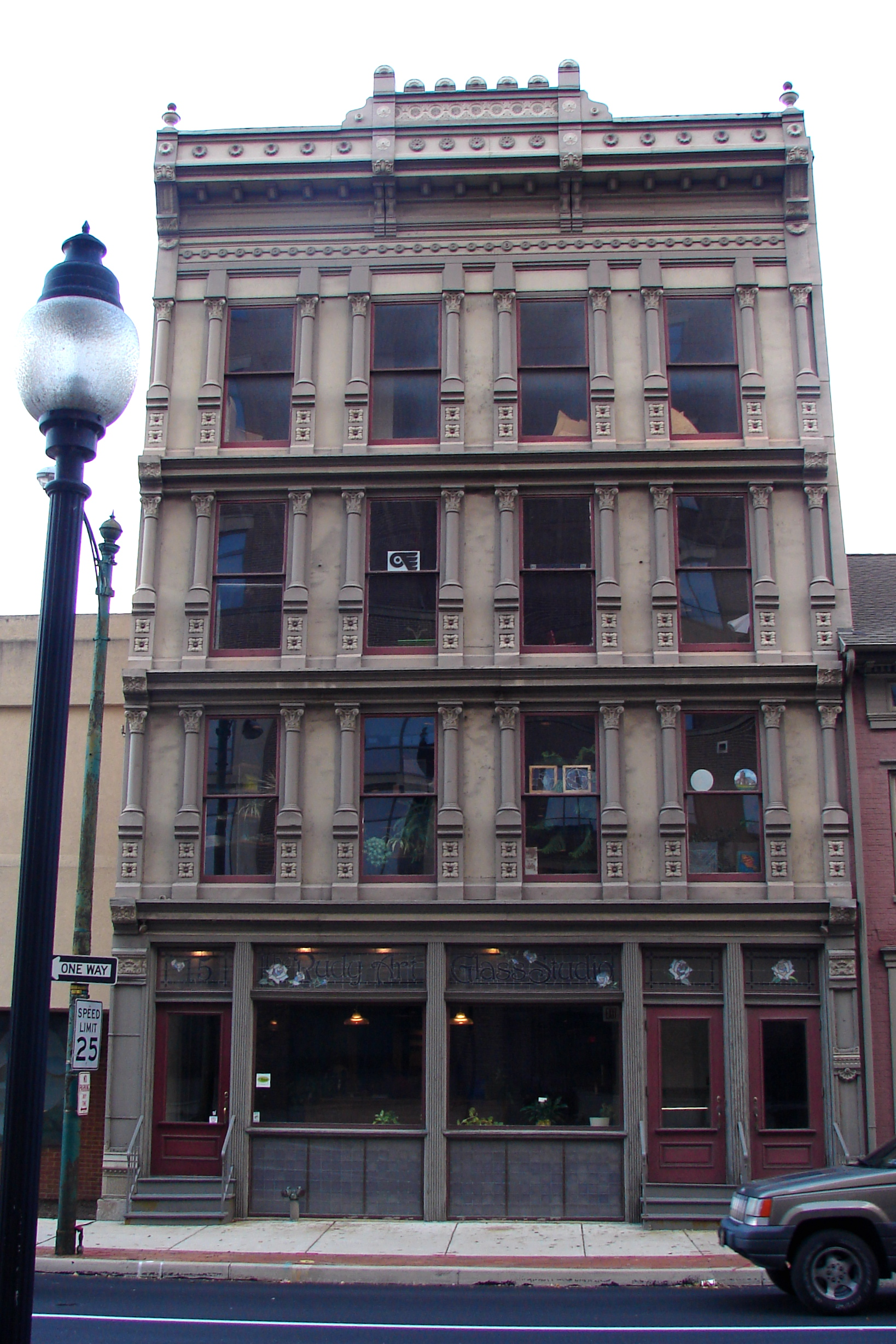
مبنى يورك ديسباتش القديم

يورك غير عادية في أنها تدعم صحيفتين يوميتين، على الرغم من صغر حجمها نسبيًا. يتم نشر York Daily Record / Sunday News في الصباح، سبعة أيام في الأسبوع، ويتم نشر The York Dispatch من الاثنين إلى بعد ظهر الجمعة. تتصدر صحيفة ديلي ريكورد / صنداي نيوز حاليًا من حيث توزيع الصحف اليومية.
منطقة يورك جزء من سوق الإعلام في وادي سسكويهانا (هاريسبورغ / لانكستر / لبنان / يورك). من بين الشركات التابعة لشبكة التلفزيون الرئيسية في هذا السوق الإعلامي، هناك شركة واحدة فقط، وهي شركة WPMT 43 التابعة لشركة Fox، لديها قاعدة عملياتها في يورك. وتشمل المحطات الأخرى في السوق NBC التابعة WGAL 8، المذنب التابعة WXBU 15، CBS / MyNetworkTV / CW التابعة WHP-TV 21، ABC التابعة WHTM-TV 27، وPBS محطة عضو WITF-TV 33، وكلها من هاريسبورغ باستثناء WGAL من لانكستر. كما أنه ليس من غير المألوف أن يستقبل سكان يورك بعض المحطات من بالتيمور، ميريلاند، سوق الإعلام، نظرًا لقربها من جنوب يورك.
يوجد في يورك محطة تليفزيونية عامة وتعليمية وحكومية (PEG) تسمى WRCT (تلفزيون مجتمع White Rose) wrct.tv  والتي كانت تستخدم في YCAT (قناة York Community Access Television).
حققت محطة راديو موسيقى البوب، WSBA AM 910، تقييمات عالية ليس فقط في يورك، ولكن أيضًا في هاريسبرج ولانكستر القريبين، خلال الستينيات والسبعينيات. WSBA، التي أصبحت الآن محطة نقاش إخبارية، اشتهرت بكونها المحطة الرئيسية لـ Susquehanna Broadcasting، التي كان لها مكاتبها في يورك أيضًا.
تشمل المحطات الإذاعية الأخرى في يورك WVYC من York College وWARM FM وWQXA FM وWOYK .
محطات FM في منطقة يوررك الكبرى، بنسلفانيا تشمل:

## المدن الشقيقة
يورك توأمة رسميًا  مع:

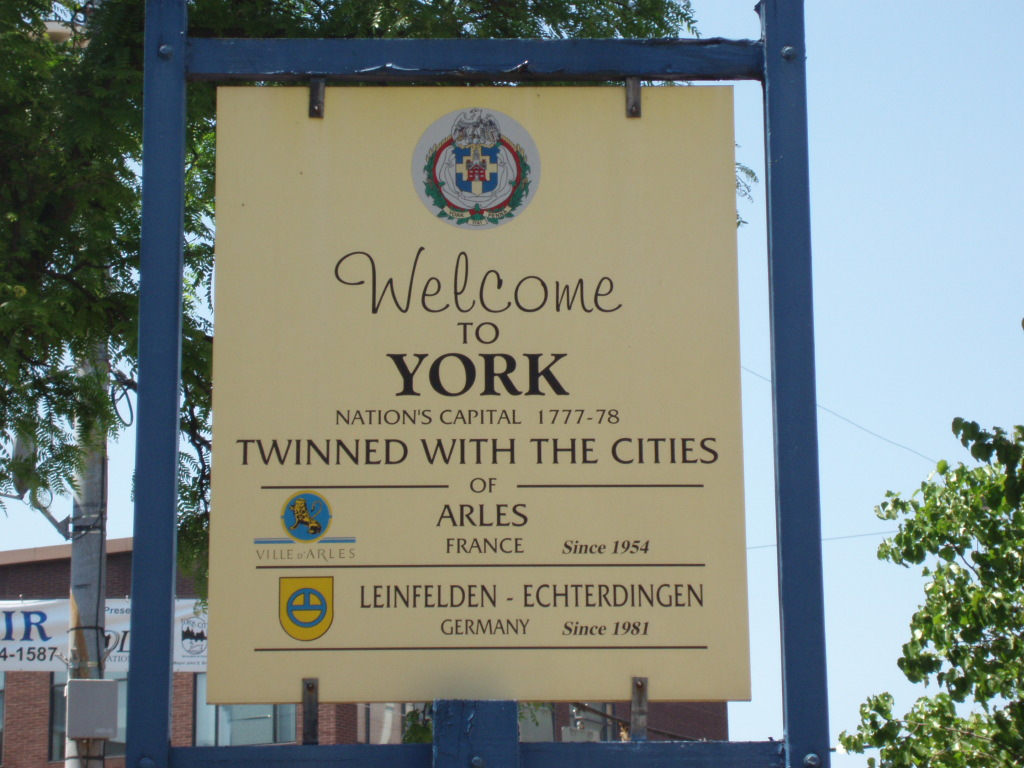
"لافتة ترحيب" توضح مدينتي يورك التوأم

- – Arles، Bouches-du-Rhône، Provence-Alpes-Côte d'Azur, فرنسا – منذ 1954
- – Leinfelden-Echterdingen، Baden-Württemberg, ألمانيا – منذ 1981

## وسائل النقل
يتم تقديم خدمة يورك، من خلال وسائل النقل العام، بواسطة Rabbit Transit، التي تدير خطوط حافلات متعددة في المدينة والضواحي المحيطة بها. في عام 2006، تم إنشاء طريق حافلات rabbitEXPRESS لنقل الركاب إلى Harrisburg والعودة، مما يجعل ست رحلات ذهابًا وإيابًا خلال أيام الأسبوع. قدم Rabbit Transit مسارًا جديدًا في 2 فبراير 2009 يوفر ثلاث رحلات يومية ذهابًا وإيابًا بين يورك وتيمونيوم بولاية ماريلاند. تغطي أجرة 5 دولارات لكل اتجاه 80٪ من تكاليف التشغيل.
بالإضافة إلى Rabbit Transit، يوجد في المدينة مستودع حافلات Greyhound / Trailways حيث يتم توفير الخدمة عبر Harrisburg إلى Syracuse، أو إلى Baltimore وWashington، DC بواسطة Greyhound Lines. بيبر مجموعة النقل المقدمة سابقا خدمة مدينة يورك على طول طريق تشغيل عن طريق لانكستر، القراءة، وفيلادلفيا وطريق تشغيل عن طريق لانكستر، القراءة، وادي ليهاي حتى أوقف خدمة في 1 أبريل، 2018. تمت استعادة خدمة الحافلات بين المدن إلى مدينة يورك بواسطة OurBus في 1 يوليو 2018.
في أواخر الستينيات من القرن الماضي، كانت المحطة موقعًا لمغادرة العديد من القطارات يوميًا، والتي كانت تديرها سكة حديد بنسلفانيا متجهة شمالًا إلى هاريسبرج والجنوب، باتجاه بالتيمور وواشنطن العاصمة، بما في ذلك بوفالو داي إكسبريس، نورثرن إكسبريس، روح سانت لويس وسيارات مكوكية إلى بنسلفانيا تكساس. غادر آخر سهم أحمر متجه إلى ديترويت يورك في النصف الأخير من الخمسينيات. اقترح عشاق السكك الحديدية إمكانية بدء خدمة السكك الحديدية للركاب بين يورك وفيلادلفيا مع وجود الكثير من البنية التحتية الضرورية بالفعل، باستخدام نظام SEPTA. يقول مخططو النقل إن هذا مكلف للغاية، مع توفير خدمات الحافلات والشاحنات بشكل أكثر جدوى. تقع محطة بنسلفانيا للسكك الحديدية السابقة ليورك الآن على طول مسار يورك كاونتي هيريتيج ريل على الجانب الآخر من حديقة البيسبول.
لا يوجد في يورك أي مطارات تجارية، على الرغم من أن مطار يورك الصغير (THV) يقع على بعد 7 أميال جنوب غرب مدينة توماسفيل. يستخدم العديد من المقيمين إما بالتيمور واشنطن الدولي (BWI) أو مطار هاريسبرج الدولي (MDT).
لانكستر، 24 ميلا إلى الشرق، لديها خدمة قطارات امتراك متكررة إلى فيلادلفيا.

### الطرق الرئيسية
- طريق الولايات المتحدة 30
- الطريق السريع 83

## مشاهير
- جون مايكل بيشوب
- جورج ستيبيتز
- فيليب ليفينغستون
- لورنا رايفر
- جوستوس سميث
- جيف كونز
- كريج شيفر
- جيمس سميث
- توم وولف
- جيرمي سوليفان بلاك

## في الأدب
يورك هي مسقط رأس بطل رواية جون جريشام عام 2009 The Associate. في نهاية الكتاب، يتخلى بطل الرواية بسعادة عن وظيفة جيدة الأجر ولكنها مزعجة للغاية في شركة محاماة عملاقة في وول ستريت، وعاد إلى مسقط رأسه للعمل هناك مع والده المحامي.

## روابط خارجية
- مدينة يورك (الموقع الرسمي)
- مدونة تاريخ يورك تاون سكوير

| سبقه لانكستر (بنسلفانيا) | Capital of the United States of America 1777–1778 | تبعه فيلادلفيا |